# Kram-it/HRD
Kram-it/HRD is een historisch merk van motorfietsen.
Dit was een kleine Italiaanse fabrikant van cross- en enduromodellen, die eerst (vanaf 1980) onder de merknaam HRD produceerde. HRD stond voor Happy Red Devils. In die tijd maakte men sportieve, lichte modellen met 125 cc Tau-motoren. Later maakte men ook machines onder de merknaam Horex. Dit waren sportmotoren van 80- tot 500 cc en een 600 cc allroad. In 1987 nam Kramer het bedrijf over en veranderde de naam in Kram-It/HRD.
Nog later kwam het bedrijf onder de vleugels van de EXY Engineering Group, en in 1996 kwam het in Franse handen. De Kram-It/HRD machines hadden net als de oude Kramers Rotax-blokken. Onder de naam HRD werden motoren met een Yamaha-blok verkocht, hoewel er in 1995 een kindercrosser met Franco Morini-blok werd gepresenteerd. In dat jaar verhuisde HRD naar Frankrijk en werd het even stil rond Kram-it. In 1997, na een overname door Bel-Racing kwamen er weer Kram-it modellen op de markt. In september 2001 werd HRD gekocht door de nieuwe Spaanse fabrikant van trialmotoren Sherco.